# تيكس برادفورد
تيكس برادفورد (بالإنجليزية: Tex Bradford)‏ هو لاعب كرة قدم أمريكية أمريكي، ولد في 15 أغسطس 1899 في مانسفيلد في الولايات المتحدة، وتوفي في 27 يناير 1975 في دالاس في الولايات المتحدة.